# Amt Brotterode
Das Amt Brotterode war eine in der Herrschaft Schmalkalden gelegene territoriale Verwaltungseinheit der Landgrafschaft Hessen-Kassel und des Kurfürstentums Hessen. Das Amt ging aus der „Vogtei Brotterode“ hervor und gehörte seit 1360 zur Hälfte der Grafschaft Henneberg und der Landgrafschaft Hessen bzw. Hessen-Kassel, ab 1583 gehörte es vollständig zur Landgrafschaft Hessen-Kassel.
Bis zur Verwaltungs- und Gebietsreform des Kurfürstentums Hessen im Jahr 1821 und der damit verbundenen Auflösung bildete es als Amt den räumlichen Bezugspunkt für die Einforderung landesherrlicher Abgaben und Frondienste, für Polizei, Rechtsprechung und Heeresfolge.

## Geographische Lage
Das Amt Brotterode war das kleinste und nördlichste der vier Ämter der Herrschaft Schmalkalden. Sein Gebiet lag auf der Südseite des Thüringer Waldes. Der Südhang des Großen Inselsbergs gehörte zum Amtsbereich. Der Rennsteig, der direkt über den Kamm des Berges läuft, markierte über Jahrhunderte die Grenze zwischen dem Herzogtum Sachsen-Gotha im Norden und der 1360 zur Hälfte und 1567 vollständig hessisch gewordenen Exklave Schmalkalden im Süden. Am Berg entspringen das Inselswasser, das hinter Brotterode als Truse weiter fließt, und das Kalte Wasser, das den Ort Kleinschmalkalden in einen hessischen und einen thüringischen Teil trennte und im Unterlauf als Schmalkalde den Hauptort der Herrschaft passiert.
Das Amtsgebiet liegt heute im Landkreis Schmalkalden-Meiningen im Freistaat Thüringen.

## Angrenzende Historische Verwaltungseinheiten
Das Gebiet des Amts grenzte im Norden und Osten an das Amt Tenneberg (Herzogtum Sachsen-Gotha), im Süden an Amt Schmalkalden (hessische Herrschaft Schmalkalden), im Südwesten an das Amt Herrenbreitungen (ebenfalls hessische Herrschaft Schmalkalden) und im Westen an das Amt Altenstein (Herzogtum Sachsen-Meiningen).

## Geschichte

### Zugehörigkeit zur Grafschaft Henneberg
Die erste urkundliche Erwähnung des Ortes Brotterode war im Jahr 1039 als Brunwardesrot. Der Ort war wahrscheinlich um 1360 Sitz einer Vogtei mit der später fast vollständig verschwundenen Burg Brotterode, welche 1247 im Verband der Herrschaft Schmalkalden aus dem Erbe der ludowingischen Landgrafen von Thüringen an den Grafen Hermann I. von Henneberg(-Coburg) († 1290) kam.
Seit 1249 ein Teil der „Neuen Grafschaft Henneberg“, kamen die Herrschaft Schmalkalden und die Vogtei Brotterode nach dem Aussterben der Linie Henneberg-Coburg an die Erbin Jutta († 1292) von Henneberg-Coburg und fielen damit an ihren Gemahl, den askanischen Mitregenten Markgraf Otto den Langen von Brandenburg zu Salzwedel († 1308).
Durch die arrangierte Vermählung von Jutta von Brandenburg-Salzwedel († 1353), der Enkelin von Jutta von Henneberg und Erbin der Neuen Herrschaft, mit Heinrich VIII. († 1347), dem Sohn des Fürstgrafen Berthold VII. von Henneberg-Schleusingen, gelangte der vierte Teil an der Pflege Coburg im Jahr 1312 als Mitgift an die im inzwischen gefürstete Grafschaft Henneberg-Schleusingen. Dem Fürstgrafen Berthold VII. gelang es bis 1316, die anderen drei Anteile an der Pflege Coburg mit der Herrschaft Schmalkalden zu erkaufen.
In einem Urbar von 1340 ist Brotterode als Gerichtsstandort in der Grafschaft Henneberg-Schleusingen ausgewiesen. Zum Bezirk dieses 1360 erstmals erwähnten Zentgerichts gehörten Brotterode und der westlich der Schmalkalde gelegene Anteil von Kleinschmalkalden (Ersterwähnung 1465).
Nach dem Tod des Fürstgrafen Heinrich VIII. im Jahr 1347 wurde der Besitz des Hauses Henneberg-Schleusingen zwischen seiner Witwe Jutta von Brandenburg und Heinrichs jüngerem Bruder Johann I. († 1359) geteilt, wobei Jutta erneut die „Neue Herrschaft“ mit der Herrschaft Schmalkalden erhielt. Mit Juttas Tod 1353 wurde die Neue Herrschaft unter ihren Töchtern aufgeteilt. Die Tochter Sophie von Henneberg-Schleusingen († 1372) erbte u. a. die Herrschaft Schmalkalden mit der Cent Brotterode, welche somit in den Besitz ihres Mannes, dem Nürnberger Burggrafen Albrecht († 1361), überging.

### Hennebergisch-hessisches Kondominium
Der Rückerwerb der Herrschaft Schmalkalden und der angrenzenden Gebiete im Jahre 1360 durch Elisabeth von Henneberg-Schleusingen geb. von Leuchtenberg († 1361), der Witwe des Grafen Johann I. von Henneberg-Schleusingen, konnte nur gelingen, weil sich Johanns Vetter mütterlicherseits, Landgraf Heinrich II. von Hessen († 1376) zur Hälfte an der Kaufsumme beteiligte und dafür die ideelle Hälfte von Schmalkalden samt Umland erhielt. Damit wurde das bis 1583 währende hessisch-hennebergische Kondominium der Herrschaft Schmalkalden, der Vogtei Herrenbreitungen und der halben Zent Benshausen begründet. Die um 1390 unter hennebergischem Patronat stehende Kirche von Brotterode gehörte zum Erzbistum Mainz. 1393 erfolgte die zeitweilige Verpfändung der Vogtei Brotterode (vogetye Brungarterode) durch Heinrich X. von Henneberg-Schleusingen († 1405) an die Herren Stein zu Liebenstein.

### Zugehörigkeit zur Landgrafschaft Hessen-Kassel
Mit dem Tod des hennebergischen Fürstgrafen Georg Ernst von Henneberg-Schleusingen im Jahre 1583 starben die Grafen von Henneberg aus. Damit trat der Erbvertragsfall von 1521 ein, der die seit 1360 andauernde hennebergisch-hessische Doppelherrschaft beendete. Die Herrschaft Schmalkalden und mit ihr das Amt Brotterode gehörten seitdem als Exklave vollständig zur Landgrafschaft Hessen-Kassel, welche 1567 aus der Teilung der Landgrafschaft Hessen entstanden war.
Die kostspielige Hofhaltung des Landgrafen Moritz von Hessen-Kassel führte 1626 zu einer Verpfändung der Herrschaft Schmalkalden und ihrer Ämter an die Landgrafschaft Hessen-Darmstadt, welche bis zum Ende des Dreißigjährigen Krieges im Jahr 1648 andauerte. Durch den Reichsdeputationshauptschluss wurde im Jahre 1803 aus der Landgrafschaft Hessen-Kassel das Kurfürstentum Hessen.

### Französische Besetzung
Während der französischen Besatzungszeit 1807 bis 1813 gehörte das Gebiet des aufgelösten Kurfürstentums Hessen zum Königreich Westphalen unter Jérôme Bonaparte. Die Herrschaft Schmalkalden wurde innerhalb des Departements der Werra dem Distrikt Eschwege zugeordnet und in sechs Kantone eingeteilt. Der Kanton Brotterode umfasste das bisherige Amt Brotterode mit den Orten Brotterode und Kleinschmalkalden (hess. Anteil) sowie dem Ort Hohleborn vom bisherigen Amt Schmalkalden. Nach der Auflösung des Königreichs Westphalen im Jahr 1813 wurde das Kurfürstentum Hessen mit seiner überkommenen Verwaltungsstruktur wieder hergestellt.

### Verwaltungsreform und Auflösung 1821
Nach dem Regierungsantritt von Kurfürst Wilhelm II. von Hessen-Kassel wurde im Zuge der Verwaltungsreform des Kurfürstentums Hessen von 1821 das Land in vier Provinzen und 22 Kreise eingeteilt. Die Verwaltung und Rechtsprechung wurden getrennt. Für die Verwaltung wurde aus den bisherigen Ämtern Schmalkalden, Hallenberg, Herrenbreitungen und Brotterode der Kreis Schmalkalden gebildet, welcher der neu gebildeten kurhessischen Provinz Fulda angehörte. Für die Rechtsprechung wurden als Gerichte erster Instanz vier Justizämter eingerichtet: Schmalkalden, Brotterode, Herrenbreitungen und Steinbach. Aus dem bisherigen Amt Brotterode, den Orten Elmenthal, Herges-Vogtei und Laudenbach aus dem Amt Herrenbreitungen sowie Auwallenburg aus dem Amt Schmalkalden bildete man das nun ausschließlich als Untergericht fungierende Justizamt Brotterode.

## Zugehörige Orte
Dörfer
- Brotterode mit der Burg Brotterode
- Kleinschmalkalden (hess. Anteil)